# Luis Venegas de Henestrosa
Luis Venegas de Henestrosa (auch de Hinestrosa; * um 1510 in Écija, Provinz Sevilla; † 27. Dezember 1570 in Taracena, Provinz Guadalajara) war ein spanischer Komponist, Organist, Kleriker und Musikherausgeber.

## Leben und Wirken
Über die frühe Zeit von Luis Venegas de Henestrosa gibt es keine Informationen. Er war spätestens ab 1535 Mitglied der großzügigen Hofhaltung von Kardinal Juan Pardo de Tavera, dem Erzbischof von Toledo (Amtszeit 1534–1545). Darüber hinaus war er Priester in der Stadt Hontoba bei Toledo, wofür es für das Jahr 1543 einen Beleg gibt. Im Jahr 1557 erschien sein Hauptwerk Libro de cifra nueva für Tasteninstrumente, Harfe oder Vihuela. Für wenige Monate, zwischen dem 25. Juli und 22. November 1570, wirkte er außerdem als Verwalter des Hospitals San Juan Bautista in Toledo. Wegen seines sich verschlechternden Gesundheitszustands musste er sich dann zur Ruhe setzen. Venegas starb am Jahresende 1570.

## Bedeutung
Sein Hauptwerk Libro de cifra nueva stellt die bedeutendste spanische Musiksammlung ihrer Art im 16. Jahrhundert dar; es war das erste Buch einer geplanten Serie. Es verwendete eine neuartige Tabulaturschrift für Tasteninstrumente, die aus verschiedenen in Spanien verwendeten Systemen entwickelt wurde, unter anderem von Gonzalo de Baena (um 1476 – nach 1540). Diese Tabulaturschrift verwendete die Ziffern 1 bis 7 für die Töne der diatonischen Tonleiter und zusätzliche Symbole für die jeweilige Oktavlage. Damit glaubte Venegas, eine universelle Notenschrift geschaffen zu haben, die für Spieler von Tasteninstrumenten, Harfenisten, Vihuelisten und Spielern von Ensembles gleichermaßen verwendbar sein sollte. Übernommen wurde dieses System von dem Komponisten Antonio de Cabezón, dessen Sammlung Obras de música (Madrid 1578) sich bewusst an dem Werk von Venegas de Henestrosa orientierte.
Das Libro de cifra nueva enthält 138 Kompositionen mit allen gebräuchlichen Gattungen der Tastenmusik. Es sind auch Stücke für liturgische Zwecke enthalten, wie Hymnen, Choralsätze, fabordones für die Begleitung von Psalmen, aber auch Tänze, Variationen, nicht gebundene Tientos und Fantasien, eine 40-stimmige Fuge für zehn Tasteninstrumente sowie Intabulierungen von Motetten und Chansons. Die Intabulierungen gehen auf Kompositionen von Clément Janequin, Jacobus Clemens non Papa und Thomas Crécquillon zurück. Die Kompositionen für Tasteninstrumente stammen vorrangig von Antonio de Cabezón (über 40 Stücke), außerdem von Francisco Fernández Palero (um 1533–1597), Francisco de Soto (um 1500–1556), Pere Alberch i Ferrament alias Vila, Luys Alberto und der Nonne Gracia Baptista; darüber hinaus sind noch italienische Werke von Giulio Segni (1498–1561) enthalten.
Als Beispiel dafür, wie Spieler von Tasteninstrumenten auf einfache Weise die Übertragung von Lauten- und Vihuela-Stücken für ihr Instrument bewerkstelligen können, hat Venegas im gleichen Gesamtwerk als Muster Kompositionen von Luis de Narváez, Alonso Mudarra, Enríquez de Valderrábano, Diego Pisador und Francesco Canova da Milano bearbeitet und adaptiert.

## Werk
Libro de cifra nueva para tecla, harpa, y vihuela, Alcalá de Henares 1557. Ausgabe: La música en la corte de Carlos V con la transcripción del „Libro de cifra nueva para tecla, harpa y vihuela“ (Alcalá de Henares, 1557) compilado por Luys Venegas de Henestrosa, herausgegeben von H. Anglés, Barcelona 1944 (= Monumentos de la música española Nr. 3), Reprint 1965.